# Tékane
Tékane (arabisch انتيكان) ist eine Stadt in der Region Trarza von Mauretanien und Hauptstadt des Départements Tékane.

## Geographie
Der Hauptort der Gemeinde Tékane liegt 176 Kilometer südöstlich von Nouakchott auf etwa 6 m Meereshöhe im Südwesten des Landes in der Schwemmlandebene des Grenzflusses Senegal. Die Grenze am Fluss ist fünf Kilometer entfernt.

## Bevölkerung
Die Bevölkerungszahl der Gemeinde hat in den Jahren 2000 bis 2023 von 22.041 auf 15.304 Einwohner abgenommen, verursacht durch die Errichtung der Orte Chemame und Teichetayatt als eigenständige Gemeinden. Der Hauptort selbst hat 2708 Einwohner (2023). Daneben gibt es noch 35 andere bewohnte Orte.